# Niceforo (Cesare)
Niceforo (in greco antico: Νικηφόρος?; VIII secolo – 812) è stato un nobile bizantino, secondogenito dell'imperatore bizantino Costantino V e Cesare dell'impero bizantino. Venne coinvolto in un complotto contro il fratellastro Leone IV il Cazaro che gli costò la perdita del titolo di Cesare e diede il via a numerose usurpazioni durante i seguenti regni di suo nipote Costantino VI e della madre di quest'ultimo, Irene d'Atene. Venne accecato ed esiliato in un monastero per gran parte della sua vita e morì probabilmente sull'isola di Avsa intorno all'812.

## Biografia

### Adolescenza e prima cospirazione

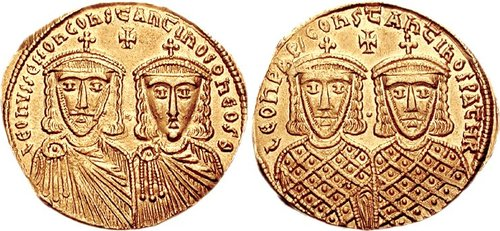
Solido d'oro di Leone IV (r. 775–780), con Costantino VI (r. 780–797), Leone III Isaurico (r. 717–741) e Costantino V (r. 741–775).

Niceforo nacque nei tardi anni 750 (circa 756/758) dall'imperatore Costantino V e dalla sua terza moglie Eudochia. Niceforo fu il terzo figlio di Costantino, dopo il futuro Leone IV, che era nato nel 750 dalla prima moglie di Costantino Irene di Cazaria, e Cristoforo, nato nel 755 da Eudokia. Sia Cristoforo che Niceforo potrebbero essere stati fratelli gemelli dell'unica figlia avuta da Eudokia e Costantino, Antusa. Il 1 aprile 769, Eudokia venne incoronata Augusta, e nella stessa occasione Cristoforo e Niceforo vennero innalzati al rango di Cesare, mentre il loro fratello minore Niketa venne fatto Nobilissimus. Niceforo aveva altri due fratelli minori, Antimo e Eudokimo, che ebbero successivamente il titolo di Nobilissimi.
Quando Costantino V morì nel 775, gli succedette il figlio maggiore Leone IV. Ben presto, Leone causò una spaccatura con i suoi fratellastri, quando confiscò una grande quantità di oro riservato al loro utilizzo per distribuirlo all'esercito e ai cittadini di Costantinopoli. Nella primavera del 776, venne scoperta una cospirazione guidata da Niceforo e coinvolgente un numero di cortigiani di medio livello. Niceforo venne spogliato del suo rango, ma per il resto non danneggiato, mentre gli altri cospiratori vennero fatti oggetto di tonsura ed esiliati nel thema di Cherson nella penisola di Crimea.
Alla morte di Leone IV nell'ottobre 780, il suo solo erede era Costantino VI, suo figlio e di Irene d'Atene. Poiché Costantino era minorenne, venne instaurata una reggenza sotto Irene, ma questo evento non fu ben accolto tra i funzionari di primo piano. Non solo il governo passava ad una donna estranea all'apparato militare dominante a quel tempo, ma Irene era anche una fervente iconodula, un'adoratrice di immagini sacre. Questo era considerato come eresia dalla dottrina sponsorizzata dallo stato iconoclasta, che era particolarmente popolare nell'esercito e tra gli ufficiali fedeli alla memoria di Costantino V. Alcuni di essi, fra i quali il ministro degli esteri Gregorio, gli ex strategos (governatori) del Thema anatolico Bardas e Costantino, e il comandante della guardia imperiale, cercarono di favorire l'ascesa al trono di Niceforo. Appena un mese e mezzo dopo la morte di Leone, il complotto venne scoperto. Irene esiliò i cospiratori e Niceforo e i suoi fratelli più giovani vennero ordinati sacerdoti, con contemporanea rimozione dalla linea di successione. A conferma di ciò davanti al popolo, il giorno di Natale 780, Niceforo e i suoi fratelli furono costretti a officiare la messa nella cattedrale di Hagia Sophia.
Niceforo e i suoi fratelli scomparvero dalle fonti fino al 792, quando il ritorno di Irene al potere (dopo essere stata estromessa da una rivolta militare nel 790), insieme alla disastrosa sconfitta di Costantino VI alla Battaglia di Marcellae (792) contro i bulgari, causò un diffuso malcontento tra le truppe. Alcuni dei reggimenti della guardia imperiale, i tagmata, proclamarono Niceforo imperatore, ma Costantino reagì rapidamente: fece arrestare i suoi zii, e mentre Niceforo fu accecato, agli altri fece mozzare la lingua. Vennero poi imprigionati in un monastero di Tarabya.

### Dopo il 792

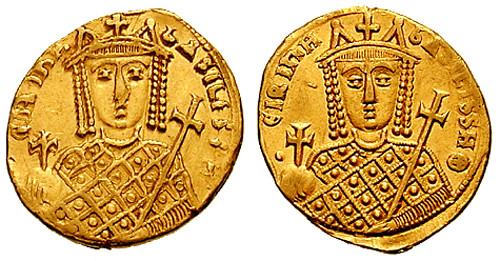
Solido d'oro di Irene all'epoca del suo regno (797–802).

Niceforo non è più menzionato dalle fonti dopo il 792 mentre i suoi fratelli sono menzionati collettivamente. È quindi lecito chiedersi se sia da includere in eventi successivi, anche se tradizionalmente (comprese opere di riferimento come l'Oxford Dictionary of Byzantium), si ritiene che egli abbia seguito il destino dei suoi fratelli e sia morto dopo l'812.
Dopo che l'imperatrice Irene depose il figlio nel 797, i fratelli ricevettero la visita al monastero da alcuni dei loro sostenitori che li convinsero a cercare rifugio nella Basilica di Santa Sofia. Se qualcuno sperò che la popolazione di Costantinopoli avrebbe proclamato uno di loro imperatore, le sue speranze andarono deluse. Non si materializzò alcuna rivolta in loro sostegno e l'eunuco gran consigliere di Irene Ezio inviò i fratelli in esilio ad Atene. Qui furono soggetto di un'altra cospirazione: nel marzo 799, un certo Akamero, "arconte degli slavi di Belzezia" nel sud della Tessaglia, assieme alle truppe locali del thema di Hellas (al quale apparteneva Atene), decisero di proclamare uno di loro imperatore. Il complotto venne scoperto, e i fratelli vennero accecati e nuovamente esiliati a Bandırma nella zona del mar di Marmara.
I fratelli sono menzionati per l'ultima volta nell'812, quando un gruppo di soldati scontenti cercò di proclamare i fratelli imperatori in seguito alla caduta di Debeltum ad opera dei bulgari. L'imperatore Michele I Rangabe, tuttavia, respinse prontamente i soldati coinvolti e trasferì i fratelli sull'isola di Afasia, dove morirono qualche tempo dopo.